# Arroyo Moshannon

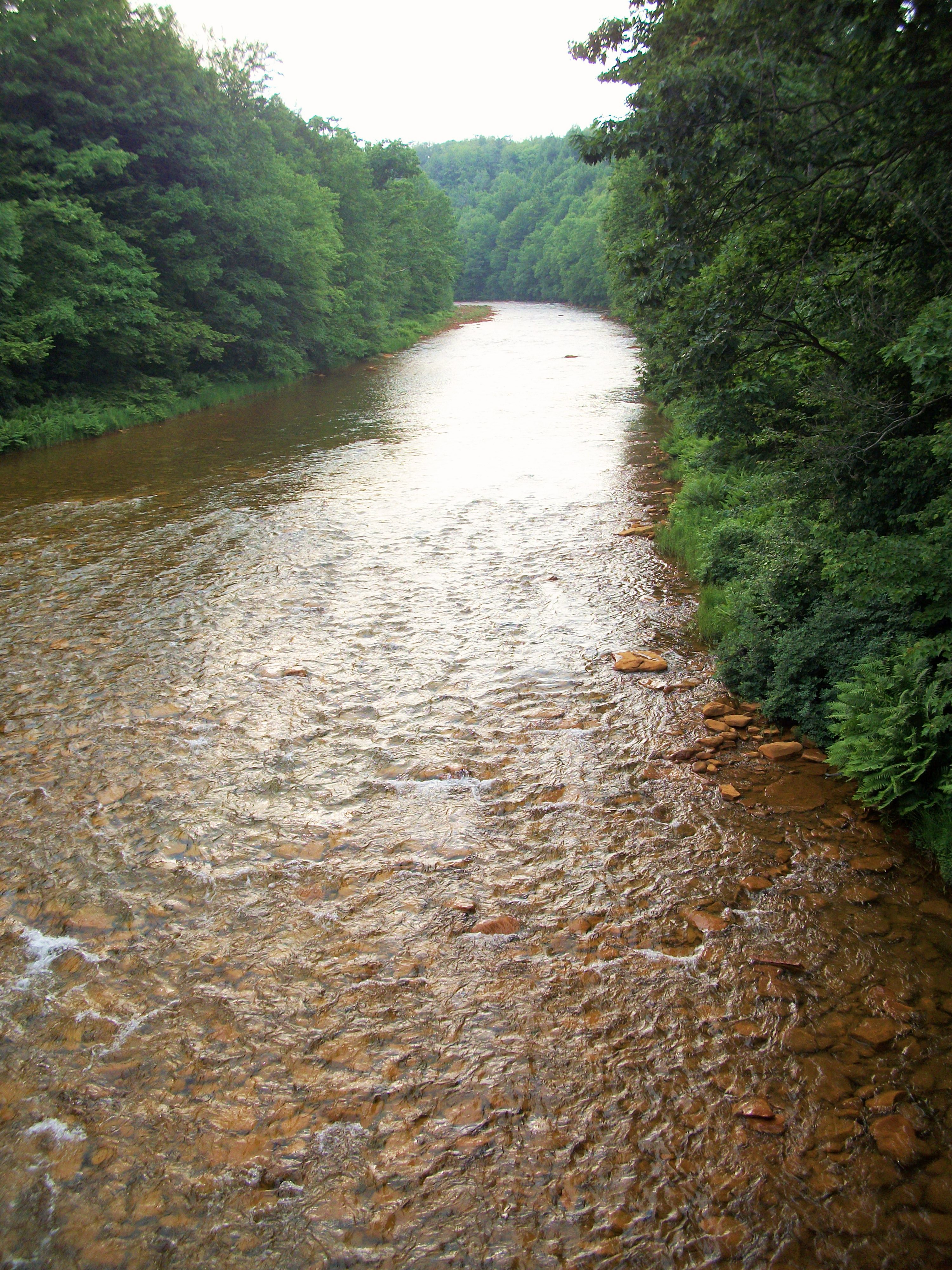
El arroyo Moshannon cerca de Grassflat

El arroyo Moshannon es un río tributario del Brazo occidental del río Susquehanna en el Condado de Centre, perteneciente al estado de Pensilvania de los Estados Unidos. A lo largo de su recorrido, este arroyo recorre a Centre y al vecino Condado de Clearfield.
Su nombre Moshannon proviene de un vocablo derivado de un pueblo americano nativo "Moss-Hanne", que significa "paso del alce".
El arroyo Moshannon, comúnmente conocido como Red Moshannon o Red Mo (en español Moshannon colorado), lleva este apodo a causa del color rojizo o incluso anaranjado de las rocas que lo rodean, y a los bancos de arena y de las aguas, causado por un compuesto de hierro que precipita con el aguas ácida y que se filtra en las corrientes de las viejas minas de carbón y numerosas minas de arcilla sobre la cuenca. Si bien la acidez del agua perjudica el hábitat para los peces, los arándanos rojos silvestres se desarrollan con total normalidad en este ambiente.
Una cerveza inglesa producida en Otto's Pub & Brewery es conocida como "Red Mo" en referencia al arroyo Moshannon.
El arroyo Moshannon desemboca en las aguas del brazo occidental del río Susquehanna y corre río abajo por la comunidad de Moshannon, aproximadamente 5.5 km río arriba del pueblo de Karthaus Township (Pensilvania).

## Tributarios
- Ames Run
- Sevenmile Run
- Arroyo Black Moshannon
- Crawford Run
- Weber Run
- Browns Run
- Laurel Run
- Potter Run
- Tark Hill Run
- Sixmile Run
- Black Bear Run
- Sulphur Run
- Hawk Run
- Onemile Run
- Emigh Run
- Cold Stream
- Laurel Run
- Big Run
- Shimel Run
- Beaver Run
- Bear Run
- Mountain Branch
- Whiteside Run
- Roup Run
- Wilson Run